# Гигрофор желтовато-белый
Гигрофор желтовато-белый (лат. Hygrophorus eburneus, досл. «гигрофор цвета слоновой кости») — съедобный шляпочный гриб, типовой вид рода Гигрофор семейства Гигрофоровые. Известен под названиями восковая шляпка слоновой кости и ковбойский носовой платок. Широко распространён в Европе и Северной Америке, а также в Северной Африке. Плодовое тело среднего размера, белоснежного цвета. Шляпка во влажном состоянии покрыта толстым слоем слизи (трама) так, что это затрудняет сбор гриба. При растирании гриба между пальцами он напоминает на ощупь воск. Из плодового тела гигрофора желтовато-белого выделен целый ряд биологически активных веществ, включая жирные кислоты с бактерицидной и противогрибковой активностями.

## Таксономия
Вид был описан французским ботаником Пьером Бюйяром в 1783 году и назван Agaricus eburneus. Позже Магнус Элиас Фрис разделил большой род Agaricus на несколько трибов в своём труде Systema Mycologicum I (1821) и поставил этот вид в трибу Limacium. В 1836 году он же определил род Hygrophorus в Epicrisis Systematis Mycologici, куда и был помещён H. eburneus. В 1821 году Сэмюэл Фредерик Грей назвал этот вид Gymnopus eburneus, а 1871 году Поль Куммер — Limacium eburneum.
В настоящее время H. eburneus типовой вид рода Hygrophorus, классифицируется в секции Hygrophorus, подсекции Hygrophorus. Эта секция включает неамилоидные, гладкоспоровые и различные гифы в ткани гимения. Другие представители этого рода: H. eburneiformis, H. coccus, H. ponderatus, H. chrysaspis, и H. glutinosus.
Гигрофор желтовато-белый имеет несколько тривиальных названий: «восковая шляпка слоновой кости», «белая восковая шляпка» и «ковбойский носовой платок». Латинское видовое название eburneus означает «цвета слоновой кости».

## Синонимы
- Agaricus eburneus Bull.
- Gymnopus eburneus (Bull.) Gray
- Limacium eburneum (Bull.) P. Kumm.

## Употребление
Съедобный гриб. В Китае с ним готовят напиток из молока яка, ферментируя смесью Lactobacillus bulgaricus, Streptococcus thermophilus и Lactobacillus acidophilus.